# The Script
The Script es una banda irlandesa de rock alternativo originalmente formada en Dublín por Danny O'Donoghue (voz, guitarra, teclado), Glen Power (batería, coros), y el fallecido Mark Sheehan (guitarra, voz). Se establecieron en Londres después de firmar con el sello Phonogenic Records, una división de Sony Music, y lanzaron su primer álbum homónimo en agosto de 2008.  
Su música ha aparecido en videojuegos como FIFA 09 y en programas de televisión tales como 90210 y Waterloo Road. 
Danny fue juez en la primera y segunda temporada de The Voice UK.
La reina de Gran Bretaña invitó a la banda personalmente para que tocaran para ella cuando se le invitó a ella a BBC Radio 1.

## Biografía
Mark y Danny formaban parte de una banda que se había formado en 1996 llamada MyTown. Ellos dos eran amigos desde los 12 años. Lograron un éxito moderado en Irlanda y Reino Unido. Había cuatro miembros, Danny O'Donoghue, Mark Sheehan, Paul Walker y Terry Daly.
Logrando una composición y producción, el talento de O'Donoghue y Sheehan fue reconocido tempranamente, y, para su sorpresa, se encontraron invitados a Canadá a colaborar con algunos de sus héroes de su producción, incluyendo leyendas modernas como Dallas Austin, Montell Jordan y Teddy Riley. Estuvieron en Estados Unidos en muchos años, pero se mudaron a Dublín, donde reclutaron a Glen Power para su nueva banda. Él había tocado desde los quince años, usando el dinero para trabajar en un proyecto en solitario en su casa. Pero eso quedó en espera cuando su colaboración con Mark y Danny produjo tres canciones en una semana. "Nunca tuve la oportunidad con ninguna banda en expresarme con tanta libertad." 
La banda firmó con Phonogenic en 2005, y lanzó un EP en Last.FM. Las influencias de la banda incluyen un diverso grupo de artistas que incluyen a Snow Patrol, U2, The Police, The Neptunes, Timbaland, y Van Morrison, todos los cuales contribuyeron en su sonido característico.
Hasta el 2024, tienen 7 álbumes de estudio: "The Script", "Science & Faith", "#3", "No Sound Without Silence", "Freedom Child", "Sunsets & Full Moons" y "Satellites"

## Discografía
- 2008: The Script
- 2010: Science & Faith
- 2012: #3
- 2014: No Sound Without Silence
- 2017: "Freedom Child"
- 2019: "Sunsets & Full Moons"
- 2024: Satellites

### The Script

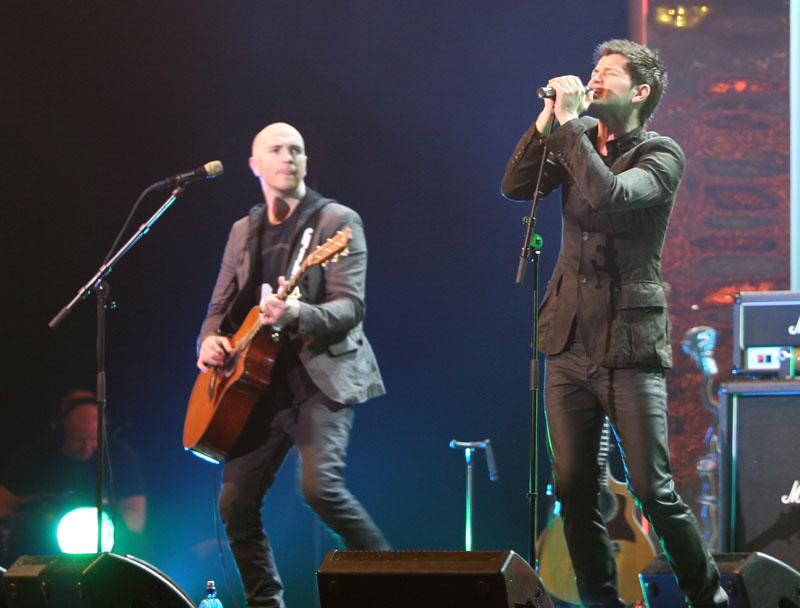
El grupo en 2008

The Script presentó "We Cry" por primera vez en BalconyTV en Dublín el 13 de septiembre de 2007. La banda afirmó que BalconyTV fue "la primera televisión que hemos hecho" cuando ganaron por Mejor Banda en DanishTv Music Video Awards 2009 en Pepper Club Dublin el 20 de junio de 2008. En los premios la banda dijo que el premio era "el primero". The Script lanzó como primer sencillo "We Cry" el 14 de abril de 2008. "We Cry" recibió "Sencillo del Día" por RTÉ 2FM, Today FM y por Jo Whiley en BBC Radio 1, dónde muchos presentadores de radio en gran medida apoyaban a la banda.
El sencillo llegó al número 15 en UK Singles Chart, dándole a la banda su primer top 20. La canción también estuvo en Irish Singles Chart, llegando al número 9 y dándole a la banda su primer top 10 en su país. The Script también presentó "We Cry" en la serie adolescente 90210.
Su segundo sencillo, "The Man Who Can't Be Moved", fue lanzado el 15 de septiembre de 2008. El sencillo ganó posiciones altas en la mayoría de países no europeos, y llegó al número dos en Irlanda, Dinamarca y Reino Unido. La banda lanzó su álbum debut, The Script el 11 de agosto de 2008. Tras el éxito de "The Man Who Can't Be Moved", el álbum entró a UK Album Chart en el número uno con ventas de 20,240 copias dónde se quedaron por once semanas. El álbum pasó tres semanas en el top 10 y fue el álbum número 18 más vendido en Reino Unido en el 2008. El álbum también entró en Irish Album Chart en el número uno, manteniendo el lugar por cinco semanas. Tuvo en enero de 2009, pasó dos semanas en el top 10. La oficina irlandesa de Sony BMG presentó a la banda con su primer disco platino por 600,000 ventas de su álbum debut, The Script.
El tercer sencillo, "Breakeven", fue lanzado en Irlanda el 21 de noviembre de 2008. El sencillo fue un éxito en Irish Singles Chart. Después de entrar en las listas en el número cuarenta, pasó una semana antes de entrar al top 10 en el número diez dándole a The Script su tercer top ten en Rusia. El sencillo pasó, hasta el 2009, cuatro semanas en UK Singles Chart, llegando al número 21. El cuarto sencillo de la banda, "Talk You Down" fue lanzado en marzo de 2009.
El 9 de noviembre, The Script recibió un premio en World Music Awards por 'Mejor Venta Irlandesa' en el 2008. La banda confirmó que planeaba escribir una canción para el segundo álbum de Leona Lewis. En diciembre de 2008, la banda confirmó apoyar a Take That en su concierto en Croke Park el 13 de junio de 2009. La banda tocó en un concierto Cheerio's Childline en la noche de apertura de Dublin's 02. Tocaron entre músicos como Enrique Iglesias, Anastacia, The Pet Shop Boys y muchos más.
En enero de 2009, fue anunciado que The Script estaban nominados por un número de premios en Meteor Ireland Music que fue anunciado el 17 de marzo y ese mismo mes también anunciaron que ganaron Mejor Álbum en Choice Music Prize. Una versión de Estados Unidos el 17 de marzo de 2009 fue lanzada por Syco el 8 de enero. La banda también se presentó en la promoción de VH1 You Oughta Know. El 18 de marzo de 2009, ganaron cómo Mejor Álbum Irlandés y Mejor Banda Irlandesa en Meteor Ireland Music Awards en el 2009.
El 7 de abril de 2009, la banda se confirmó como apoyo de U2 en el tercer concierto en el Croke Park, que tuvo lugar el 27 de julio de 2009. El 29 de abril de 2009, la banda anunció que su siguiente sencillo sería "Before the Worst", para ser lanzado el 15 de junio de 2009. En julio de 2009, The Script abrió para Paul McCartney en Citi Field.
El bonus track y B-side de la banda "Live Like We're Dying" fue grabado por el ganador de American Idol en el 2009 Kris Allen como el primer sencillo de su álbum homónimo. La versión de Allen fue digitalmente lanzada para descargas el 21 de septiembre de 2009.

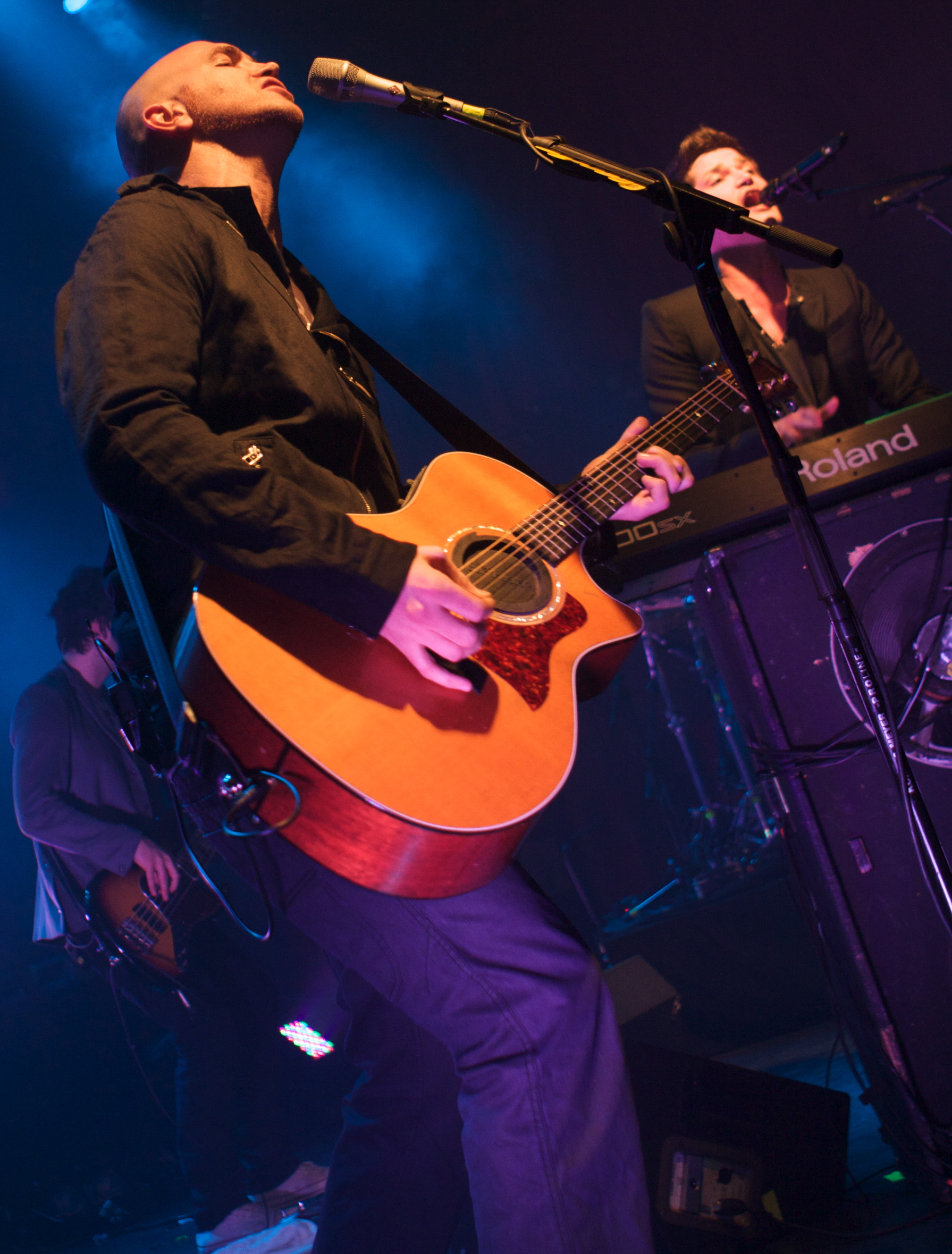
The Script en Barcelona, en 2009

El 2 de diciembre de 2009 el siguiente sencillo de la banda "The Man Who Can't Be Moved" fue presentado como remix en Victoria's Secret Fashion Show.
El 19 de febrero de 2010, ganaron como Mejor Presentación en Vivo en Meteor Ireland Music Awards.
El 16 de abril de 2010, su primer sencillo en Estados Unidos, "Breakeven" fue certificado Platino por RIAA, vendiendo más de un millón de copias en Estados Unidos.
Ha sido anunciado que estarán haciendo giras por Estados Unidos, en otoño de 2010, en San Diego el 11 de octubre.
El 21 de mayo de 2010, aparecieron en vivo en Today Show en NBC.
La canción "Breakeven" desde entonces ha llegado al número doce en Billboard Hot 100 en la primavera de 2010.
A finales del 2012 lanzaron su single Hall of fame, con Will.i.am, que alcanzó altas posiciones en listas musicales españolas.

### Science & Faith
Fue anunciado en su página el lunes 19 de julio de 2010. El primer sencillo del álbum Science & Faith, es la canción "For the First Time". Fue lanzado en septiembre de 2010 y el álbum Science & Faith fue lanzado el 13 de septiembre de 2010.
"For the First Time" entró en las listas de Reino Unido en el número cinco y se movió al número cuatro en la semana siguiente y entró a las listas irlandesas en el número uno
Science & Faith entró al Irish Album Chart y UK Album Chart en el número uno.
El viernes 24 de septiembre, a las 9:00 a. m., las entradas para las tres noches en The O2 Dublin, dos noches en The Odyssey, Belfast & dos noches en The INEC, Killarney salieron a la venta y se agotaron en menos 40 minutos, con más de 60,000 entradas vendidas.

### #3
Fue lanzado a finales de 2012 teniendo lanzado sencillo como: "Hall Of Fame" (A dueto con Will.i.am), "Six Degrees of Separation", "If You Could See Me Now" y "Millionaires". El álbum ha sido muy bien acogido así como sus presentaciones en vivo y vídeos musicales.
La canción "Hall of Fame" fue su más exitosa hasta esa fecha. Se certificó como 5x Platino en Australia, Platino en Italia, 2x Platino en Nueva Zelanda, 6x Platino en Noruega, 2x Platino en Suecia y 2x Platino en Estados Unidos. La canción también fue número uno en Inglaterra, Escocia, Irlanda y Austria, además de estar dentro de las listas de canciones de éxitos en más de 30 países.
El tour mundial de #3 tuvo lugar en 2013 y duró 11 meses. Dieron conciertos en Europa, Norteamérica, Asia y Australia, el tour incluyó 63 arenas y 18 festivales.

### No Sound Without Silence
El cuarto álbum de estudio de la banda se tituló No Sound Without Silence, y el primer sencillo del álbum, "Superheroes", fue lanzado el 31 de julio de 2014. El álbum ha sido descrito por O'Donoghue como una precuela de su álbum debut, con muchas de las canciones grabadas en el camino durante el tour, después de tocar en los conciertos ya agotados. Del proceso de grabación, Danny O'Donoghue dijo: "Llegaríamos del escenario y empezaríamos a grabar de inmediato en un autobús-estudio. Todo es enorme, todo es extraordinario en el escenario, así que cuando llegamos al estudio queríamos que tuviera ese mismo impacto". 
El álbum fue lanzado el 15 de septiembre de 2014.
Los otros sencillos del álbum incluyen "No Good in Goodbye" y "Man on a Wire". Para este último, la banda lanzó un video musical que Danny describió como "el más desafiante que hemos hecho".
El tour de este último álbum comenzó en febrero de 2015.

### Sunsets & Full Moons
El sexto álbum de estudio de la banda se tituló Sunsets & Fullmoons, y el sencillo de presentación, "The Last Time", fue lanzado oficialmente el 20 de septiembre de 2019. El álbum ha sido descrito por Danny O'Donoghue y Mark Sheehan esta vez utilizando situaciones de la vida real para la composición de las canciones usando temas como la amistad,el superar a alguien y el amor propio.
El álbum fue lanzado el 8 de noviembre de 2019.
Los otros sencillos del álbum incluyen "The Hurt Game" y "Underdog" los cuales al igual que el resto de las canciones poseen un lyric video en la cuenta oficial de  YouTube de la banda, mismos que fueron subidos el día del estreno del álbum.
El tour de este álbum dará comienzo en febrero de 2020.
___